# Bari peroxide
Bari peroxide là một hợp chất vô cơ với công thức hóa học BaO2. Chất rắn màu trắng này (màu xám khi không nguyên chất) là một trong những peroxide vô cơ phổ biến nhất, và nó là hợp chất peroxide đầu tiên được phát hiện. Là một chất oxy hóa và tạo ra một màu xanh lá cây sống động khi bắt lửa (cũng như tất cả các hợp chất bari), chất này được sử dụng trong pháo hoa; về mặt lịch sử, nó cũng được sử dụng làm tiền chất để điều chế hydro peroxide.

## Cấu trúc
Bari peroxide là một peroxide, có chứa nhóm O2−2 . Chất rắn có cấu trúc kết tinh giống calci carbide, CaC2.

## Điều chế và ứng dụng
Bari peroxide phát sinh bởi phản ứng đảo ngược của O2 với bari oxit. Peroxide hình thành ở khoảng 500 °C và oxy được đưa vào ở khoảng 820 °C.
2 BaO + O2 ⇌ 2 BaO2
Phản ứng này là cơ sở cho quá trình Brin đã lỗi thời hiện nay để tách oxy từ khí quyển. Các oxit khác, ví dụ: Na2O và SrO, có các phản ứng tương tự.
Trong một ứng dụng lỗi thời khác, bari peroxide đã từng được sử dụng để tạo ra hydro peroxide qua phản ứng của nó với axit sulfuric:
BaO2 + H2SO4 → H2O2 + BaSO4
Bari sulfat kết tủa được lọc ra hỗn hợp trên.